# Oneechanbara: The Movie
Oneechanbara: The Movie (お姉チャンバラ?) è un film del 2008, diretto da Yōhei Fukuda, tratto dalla serie videoludica OneChanbara.
Ha generato un sequel, intitolato Oneechanbara: Vortex, uscito direttamente in DVD il 3 luglio 2009. Il cast è diverso da quello del primo film.

## Trama
In una metropoli assediata dagli zombi, Aya, una ragazza che indossa un bikini e un cappello da cowboy e come arma usa una katana, cerca insieme a un'altra ragazza la sorella Saki, che dopo aver ucciso il loro padre è divenuta l'assistente del Dottor Sugita, il creatore degli zombi.
Dopo una serie di combattimenti, Aya ritrova Saki, e le due ingaggiano un duello decisivo per le loro vite e per il futuro dell'umanità.

## Collegamenti ad altre pellicole
- In una sequenza appare una ragazza zombi vestita alla marinaretta, che usa come arma una catena dotata di una palla ferrata. Questo potrebbe essere un riferimento al personaggio di Gogo Yubari, presente in Kill Bill: Volume 1, diretto da Quentin Tarantino nel 2003, ma è anche un Boss che si incontra durante il videogame da cui il film è tratto.